# Paweł Kaczorowski (Radsportler)
Paweł Kaczorowski (* 28. September 1949 in Łódź) ist ein ehemaliger polnischer Radrennfahrer und nationaler Meister im Radsport.

## Sportliche Laufbahn
Kaczorowski war im Bahnradsport und im Straßenradsport aktiv. Bei den Olympischen Sommerspielen 1972 in München belegte er mit dem polnischen Team (Bernard Kręczyński, Paweł Kaczorowski, Janusz Kierzkowski, Mieczysław Nowicki und Jerzy Głowacki) in der Mannschaftsverfolgung den vierten Platz. Bei den UCI-Bahn-Weltmeisterschaften 1969 wurde er mit dem polnischen Bahnvierer in der Mannschaftsverfolgung auf dem 7. Rang klassiert, 1970 wurde er 5., 1971 7. und 1973 4. im Weltmeisterschaftsrennen in der Mannschaftsverfolgung. Kaczorowski gewann insgesamt zehn nationale Meistertitel in verschiedenen Disziplinen des Radsports. 
Bei den nationalen Meisterschaften im Einzelzeitfahren 1970 wurde er beim Sieg von Jan Magiera Dritter.

## Berufliches
Nach seiner aktiven Karriere wurde er Trainer. 1980 betreute er als Nationaltrainer die Bahnfahrer Polens bei den Olympischen Sommerspielen in Moskau.